# Rob Peeters
Rob Peeters (Geel, 2 luglio 1985) è un ex ciclocrossista ed ex ciclista su strada belga.

## Carriera
Nel 2012 ha vinto la medaglie d'argento ai Mondiali di ciclocross di Koksijde nella categoria Elite.

## Palmarès

### Cross
- 2006-2007

Herdenkingscross Etienne Bleukx, (Zonhoven)
Krawatencross, (Lille)
- 2007-2008

Grand Prix de Denain, (Denain)
Grote Prijs De Ster, (Sint-Niklaas)
- 2009-2010

Grand Prix DAF Grand Garage Engel, (Differdange)
National Trophy Round 6, (Rutland)
Cyclo-Cross International de Lanarvily, (Lanarvily)
- 2010-2011

Kasteelcross, (Zonnebeke)
- 2011-2012

Kleicross, (Lebbeke)
Kasteelcross, (Zonnebeke)
- 2012-2013

Centrumcross, (Surhuisterveen)
- 2016-2017

Qiansen Trophy Cyclocross #1, (Yanqing)

### Strada
- 2015 (Pauwels-Vastgoedservice, una vittoria)

3ª tappa Ronde van Vlaams-Brabant (Gooik, cronometro)

#### Altri successi
- 2015 (Pauwels-Vastgoedservice)

Classifica scalatori Ster ZLM Toer
- 2017 (Pauwels Sauzen-Vastgoedservice)

1ª tappa Tour de la Province de Namur (Florennes > Walcourt, cronosquadre)

## Piazzamenti

### Competizioni mondiali
- Campionati del mondo di ciclocross

Sankt Wendel 2005 - Under-23: 15º
Zeddam 2006 - Under-23: 34º
Hooglede 2007 - Under-23: 8º
Koksijde 2012 - Elite: 2º
Louisville 2013 - Elite: 18º
Hoogerheide 2014 - Elite: 7º
Tábor 2015 - Elite: 19º

### Competizioni europee
- Campionati europei di ciclocross

Vossem 2004 - Under-23: 16º
Pontchâteau 2005 - Under-23: 21º
Huijbergen 2006 - Under-23: 3º